# Casa de Azulejo
A Casa do Azulejo é um imóvel localizado bairro da Saúde em Salvador, capital do estado brasileiro da Bahia. Faz parte da identidade histórica arquitetônica de Salvador e, por esse motivo, foi tombada em 5 de novembro de 2002. No princípio, seus proprietários eram Joaquim Vitorino da Rocha e sua esposa Delfina de Azevedo Rocha, mas após sua morte a residência teve outros moradores e proprietários.

## Descrição
A casa de azulejos é uma construção neoclássica, que possui toda a fachada formada por azulejos onde se encaixam janelas grandes apontadas para a rua e uma porta. Toda a fachada é formada por peças azuis e brancas e janelas e porta azuis. O porão da casa era alto, sendo esse tipo obrigatório do estilo neoclássico. A casa possui telhado quatro águas e paredes grossas. O edifício é claro, possui simetria e proporção.

## História

### Contextualização
Uso do azulejo nas construções
Um dos principais acontecimentos que influenciaram o processo de formação da identidade arquitetônica da Casa de Azulejo bem como toda a arquitetura brasileira da época foi o início da Guerra Peninsular. A Guerra Peninsular fez com que corte portuguesa se refugiasse no Brasil e desde então potencializasse o uso de azulejo nas edificações, apesar que o azulejo já era utilizado ainda no século XVIII.
Surgimento do Neoclassicismo no Brasil
Ainda no século XIX, surgiu o neoclassicismo, estilo predominante na Casa de azulejo, no Brasil. O Neoclassicismo foi um movimento arquitetônico que chamou atenção pelo uso de simetria, colunas, riqueza em detalhes e principalmente por resgatar traços da arquitetura greco-romana através de ideais iluministas.

### Proprietários
- Joaquim Vitorino da Rocha e sua esposa em 1861.
- Manuel Francisco de Almeida Brandão e sua esposa Maria Emília de Almeida Brandão, foram proprietários da casa de 1868 à 1902.
- Albino Augusto de Novais e Silva e sua esposa Brasília Ferreira de Novais e Silva, foram proprietários da casa de 1902 a 1912.
- Francisco Prisco de Souza Paraíso, após arremata-la em um leilão em 1914.
- No ano de 1954 passou a se sede da escola Ana Neri e no ano de 1965 passou a ser de Edith Olivieri Prisco Paraíso.[2]